# 송재호
송재호(宋在浩, 본명: 송재언, 1937년 3월 10일~2020년 11월 7일)는 대한민국의 배우이다.

## 생애
평안남도 평양 출신이며, 1·4 후퇴 때 부산으로 피난하였다. 학력은 동아대학교 국어국문학과 학사 졸업이다. 1959년 부산에서 KBS 성우로 데뷔했고, 《태양은 가득히》,《우리가 남인가요》,《투명인간 최장수》 이외의 출연작으로는 영화 《화려한 휴가》,(그녀를 믿지 마세요) 《그림자 살인》, 《그때 그사람들》등이 있다. 
2020년 11월 7일, 오후 6시 경에 숙환(지병)으로 투병 중 83세로 세상을 떠났다.

## 연기 활동

### 드라마
- 1973년 MBC 반공드라마 《113 수사본부》
- 1973년 MBC 일일연속극 《여심》
- 1974년 MBC 일일연속극 《갈대》
- 1975년 KBS 반공드라마 《전우》
- 1975년 KBS 일일연속극 《꿈꾸는 해바라기》
- 1978년 KBS 8.15 특집드라마 《높은 갈》
- 1978년 KBS 일일연속극 《귀향》
- 1979년 KBS 청춘드라마 《장미의 거리》
- 1979년 KBS 8.15 특집드라마 《대한국인》 ... 고종 역
- 1980년 KBS 일일연속극 《벼랑위의 사람들》
- 1980년 KBS 일요사극 《파천무》 ... 배영팔 역
- 1980년 KBS2 월요드라마 《새댁》
- 1981년 KBS2 주간연속극 《눈동자》
- 1981년 KBS1 일일연속극 《표적》
- 1982년 KBS1 대하드라마 《풍운》 ... 민겸호 역
- 1982년 KBS1 일일연속극 《보통 사람들》
- 1983년 KBS1 대하드라마 《개국》 ... 정몽주 역
- 1983년 KBS1 주간연속극 《갈매기 처녀》
- 1984년 KBS2 주간연속극 《TV 춘향전》
- 1984년 KBS2 주간연속극 《가족》
- 1985년 KBS1 일요아침드라마 《해돋는 언덕》
- 1986년 KBS1 3ㆍ1절 특집드라마 《님의 침묵》 ... 최린 역
- 1986년 KBS1 반공드라마 《남십자성》
- 1987년 KBS2 청춘드라마 《사랑이 꽃피는 나무》 ... 찬우의 자형 역
- 1988년 KBS2 수목드라마 《풍객》
- 1989년 KBS2 일일연속극 《천명》
- 1990년 MBC 미니시리즈 《여자는 무엇으로 사는가》
- 1991년 KBS1 대하드라마 《왕도》
- 1991년 KBS1 창사특집극 《둥지를 찾아서》 ... 윤기주 역
- 1991년 KBS2 아침드라마 《그리고 흔들리는 배》 ... 성구학 역
- 1992년 KBS2 미니시리즈 《92' 고래 사냥》 ... 병태 부 역
- 1992년 SBS 아침연속극 《가을 여자》
- 1992년 KBS1 TV 극본 공모 시리즈 《모짜르트가 된 청소부》
- 1993년 KBS2 청춘드라마 《내일은 사랑》 ... 진선 부, 황장수 역
- 1993년 MBC 정치드라마 《제3공화국》 ... 최영택 역
- 1994년 MBC 월화드라마 《새야 새야 파랑새야》 ... 도영 부 역
- 1994년 KBS1 가정의 달 특집드라마 《5월의 여행》
- 1994년 SBS 일요아침드라마 《까치네》
- 1994년 KBS2 일일연속극 《그대에게 가는 길》
- 1995년 SBS 드라마 스페셜 《아스팔트 사나이》 ... 오창근 역
- 1995년 SBS 드라마 스페셜 《해빙》 ... 서주식 역
- 1996년 KBS2 특집드라마 《검》
- 1996년 KBS2 미니시리즈 《프로젝트》
- 1996년 MBC 미니시리즈 《그들의 포옹》 ... 영주 부, 강창국 역
- 1996년 MBC 아침드라마 《달콤한 인생》 ... 최문호 역
- 1996년 KBS1 대하드라마 《용의 눈물》 ... 민제 역
- 1996년 MBC 주간드라마 《세상에서 가장 아름다운 이별》 ... 장 박사 역
- 1997년 SBS 미니시리즈 《아름다운 그녀》 ... 조 관장 역
- 1998년 MBC 미니시리즈 《세상 끝까지》
- 1998년 SBS 일일연속극 《서울 탱고》 ... 조팔남 역
- 1998년 KBS1 대하드라마 《왕과 비》 ... 세종대왕, 홍응 역
- 1999년 MBC 주말연속극 《장미와 콩나물》 ... 조동선 원장 역
- 1999년 KBS2 미니시리즈 《초대》
- 1999년 MBC 미니시리즈 《청춘》
- 2000년 KBS2 주말연속극 《태양은 가득히》 ... 박철수 역
- 2000년 SBS 시츄에이션드라마 《메디컬 센터》 ... 흉부외과 과장 안상만 역
- 2000년 SBS 미니시리즈 《천사의 분노》
- 2000년 MBC 국군의날특집극 《에어포스》 ... 한태수 준위 역
- 2000년 SBS 아침연속극 《용서》
- 2001년 KBS1 일일연속극 《우리가 남인가요》 ... 재엽 부 최준성 역
- 2001년 KBS2 특별기획드라마 《명성황후》 ... 김좌근 역
- 2001년 SBS 드라마 스페셜 《피아노》 ... 우영달 역
- 2001년 MBC 창사40주년특별기획드라마 《상도》 ... 임봉핵 역
- 2002년 MBC 주말연속극 《그대를 알고부터》 ... 준기 역
- 2002년 MBC 수목미니시리즈 《선물》 ... 성재 역
- 2002년 SBS 아침연속극 《엄마의 노래》 ... 수표 역
- 2002년 KBS2 일요아침드라마 《언제나 두근두근》
- 2002년 KBS2 특별기획드라마 《장희빈》 ... 인현왕후 부, 민유중 역
- 2003년 MBC 소설극장 《그대 아직도 꿈꾸고 있는가》 ... 차 역장 역
- 2003년 SBS 드라마 스페셜 《선녀와 사기꾼》 ... 한 회장 역
- 2003년 MBC 수목미니시리즈 《나는 달린다》 ... 고진래 역
- 2004년 SBS 드라마 스페셜 《햇빛 쏟아지다》 ... 정승범 역
- 2004년 MBC 주말연속극 《장미의 전쟁》 ... 박성만 역
- 2004년 MBC 장애인의날 특집드라마 《나의 숨은 사랑》 ... 찬주 부 역
- 2004년 MBC 일요로맨스극장 《단팥빵》 ... 교장선생님 역
- 2004년 MBC 소설극장 《빙점》
- 2004년 KBS2 주말연속극 《부모님전상서》 ... 안재효 역
- 2005년 MBC 특별기획 주말드라마 《신돈》 ... 이제현 역
- 2006년 MBC 아침드라마 《이제 사랑은 끝났다》 ... 서낙천 역
- 2006년 MBC 미니시리즈 《넌 어느 별에서 왔니》 ... 영노 역
- 2006년 KBS2 HD 수목드라마 《투명인간 최장수》 ... 오기백 역
- 2007년 SBS 주말 특별기획 드라마 《사랑에 미치다》 ... 오준 역
- 2007년 MBC 미니시리즈 《케 세라 세라》 ... 월드백화점 차 회장 역
- 2007년 SBS 월화드라마 《내 남자의 여자》 ... 김용덕 역
- 2008년 SBS 금요드라마 《신의 저울》 ... 황보중 역 (특별출연)
- 2009년 KBS2 미니시리즈 《파트너》 ... 조형래 역
- 2009년 KBS2 미니시리즈 《열혈 장사꾼》 ... 유 회장 역
- 2010년 KBS2 미니시리즈 《도망자 플랜 B》 ... 양두희 역
- 2010년 KBS1 성탄특집극 《고마워 웃게해줘서》 ... 오준태 역
- 2011년 KBS2 주말연속극 《사랑을 믿어요》 ... 김영호 역
- 2011년 SBS 드라마 스페셜 《싸인》 ... 정병도 역
- 2011년 MBC 미니시리즈 《미스 리플리》 ... 이 회장 역
- 2011년 MBC 미니시리즈 《지고는 못살아》 ... 노씨 할아버지 역(특별출연)
- 2012년 SBS 미니시리즈 《추적자 THE CHASER》 ... 유태진 역
- 2012년 MBC 미니시리즈 《보고싶다》 ... 최창식 역
- 2016년 OCN 주말드라마 《동네의 영웅》 ... 황사장 역
- 2015년 네이버TV캐스트 《회춘 100 km》
- 2016년 네이버TV캐스트 《행복 100 km》

### 영화
- 1967년 《싸리골의 신화》
- 1970년 《세조대왕》
- 1970년 《애와 사》
- 1973년 《눈물의 웨딩 드레스》
- 1975년 《영자의 전성시대》
- 1975년 《청춘극장》
- 1975년 《숲과 늪》
- 1975년 《창수의 전성시대》
- 1976년 《간난이》
- 1976년 《맨주먹의 소녀들》
- 1976년 《미스 영의 행방》
- 1976년 《사랑을 빌려 드립니다》
- 1976년 《여자들만 사는 거리》
- 1976년 《젊은 도시》
- 1976년 《별 하나 나 하나》
- 1976년 《과거는 왜 물어》
- 1977년 《겨울 여자》
- 1977년 《별명 붙은 운전사》
- 1977년 《사랑의 계절》
- 1978년 《아리랑아》
- 1979년 《사랑의 조건》
- 1980년 《깃발없는 기수》
- 1981년 《세 번은 짧게 세 번은 길게》
- 1982년 《내일은 야구왕》
- 1982년 《열애》
- 1982년 《꼬방동네 사람들》
- 1984년 《그해 겨울은 따뜻했네》
- 1984년 《사랑의 찬가》
- 1988년 《팁》
- 1988년 《카멜레온의 시》
- 1992년 《휴일을 찾는 사람들》
- 1997년 《용병 이반》
- 2001년 《무사》
- 2002년 《몽중인》
- 2003년 《은장도》
- 2003년 《싱글즈》
- 2003년 《살인의 추억》
- 2003년 《이중간첩》
- 2004년 《페이스》
- 2004년 《고독이 몸부림칠 때》
- 2004년 《그녀를 믿지 마세요》
- 2005년 《그때 그사람들》 - 각하 역
- 2006년 《국경의 남쪽》
- 2007년 《화려한 휴가》
- 2008년 《가루지기》
- 2008년 《바보》
- 2009년 《해운대》
- 2009년 《그림자 살인》
- 2010년 《해결사》
- 2011년 《결정적 한방》
- 2011년 《퀵》
- 2011년 《그대를 사랑합니다》
- 2012년 《타워》
- 2013년 《용의자》
- 2013년 《결혼전야》
- 2015년 《연평해전》
- 2017년 《길》
- 2019년 《자전차왕 엄복동》 ... 고종 역
- 2019년 《질투의 역사》 ... 최 교수 역

### CF
- 1974년 모나미 왕자파스
- 1981년 ~ 1989년 삼진제약 게보린
- 1991년 해태htb 봉봉주스
- 1991년 이랜드그룹 (feat:이상아)
- 1992년 LG전자 테크폰 패밀리
- 1992년 한국3M 스카치브라이트
- 1992년 NH농협생명보험
- 1997년 세일크리너 탑크리너
- 2002년 전자랜드21 (feat:채림)
- 2005년 NH농협
- 2005년 보령제약 겔포스M (feat:이동욱)
- 2013년 에스디바이오센서 SD글루코나비NFC
- 2015년 라이나 생명 (feat:이순재, 김형자, 김학철)

## 수상
- 1980년 제7회 한국방송대상 TV연기상
- 1982년 제18회 백상예술대상 TV부문 남자최우수연기상
- 2020년 KBS 연기대상 특별 공로상
- 2021년 제12회 대한민국대중문화예술상 보관문화훈장

## 인간 관계
- 연기자 겸 개신교 목사 임동진과 절친한 관계이다.

## 학력
- 동아대학교 인문대학 국어국문학과 학사